# Gütermarktmultiplikator einer offenen Volkswirtschaft
Der Gütermarktmultiplikator in einer offenen Volkswirtschaft gibt an, wie stark die gleichgewichtige Produktion bzw. das gleichgewichtige Einkommen bei einer Erhöhung der Investitionsgüternachfrage auf dem Investitionsgütermarkt steigen. In der Volkswirtschaftslehre charakterisiert man als Multiplikator einen Faktor, der anzeigt, in welchem Ausmaß eine wirtschaftliche Aktivität (unabhängige Variable) eine zu analysierende Einheit (abhängige Variable) beeinflusst. Der Multiplikatorprozess ist ein essentieller Mechanismus, durch den es zu einer Stimulierung der gesamtwirtschaftlichen Nachfrage kommt. Die Multiplikatoranalyse ist ein Kerngedanke der keynesianischen Theorie.

## Bedingungen

Das Gütermarktgleichgewicht bei einkommensabhängiger Nachfrage

### Multiplikatoren in einer offenen Volkswirtschaft
Betrachtet wird eine offene Volkswirtschaft, wo der Einfluss des Außenhandels in der Analyse ebenfalls eine entscheidende Rolle spielt. Bei stark Export- oder Import-orientierten Staaten können die Außenhandelsbeziehungen einen großen Einfluss auf die Binnenkonjunktur haben. Zur Vereinfachung der Analyse werden das Preisniveau und die Wechselkurse als konstant unterstellt. Da die Exporte ein Bestandteil der volkswirtschaftlichen Nachfrage sind, ergibt sich, dass deren Erhöhung das Bruttoinlandsprodukt (BIP) bzw. Volkseinkommen positiv beeinflussen.
Importe erhöhen sich mit wachsendem BIP bzw. Volkseinkommen des Inlandes. Der Umfang der Importveränderung wird durch die marginale Importneigung abgebildet. Variiert man die autonomen Nachfragekomponenten, ist der Multiplikator niedriger als in geschlossenen Volkswirtschaften.

### Gleichgewicht auf dem Gütermarkt
Es muss ein Marktgleichgewicht auf dem Gütermarkt herrschen, welches durch die Gleichheit von aggregierter Nachfrage und aggregiertem Angebot definiert wird. Wenn die aggregierte Nachfragefunktion die 45°-Linie schneidet, ist der Gütermarkt im Gleichgewicht. Es ergibt sich ein Gütermarktgleichgewicht beim Produktionsniveau bzw. Einkommen {\displaystyle Y_{\text{r}}^{*}}, wenn man diese Nachfragefunktion voraussetzt.

## Grafische Herleitung

Änderung der autonomen Nachfrage

Ausgehend vom Gütermarktgleichgewicht wird eine kontinuierliche Investitionszunahme ({\displaystyle \Delta I_{\text{aut}}}) eingezeichnet. Die einkommensabhängigen Nachfragekomponenten werden zu {\displaystyle N_{\text{aut}}=I_{\text{aut}}+C_{\text{aut}}} zusammengefasst. Infolge der Erhöhung der autonomen Nachfrage verschiebt sich die aggregierte Nachfrage {\displaystyle X_{\text{N0}}} nach oben und entwickelt sich zu {\displaystyle X_{\text{N1}}}. Der Grafik ist zu entnehmen, dass der Anstieg des gleichgewichtigen Einkommens bei weitem größer ist als die Erhöhung der Investitionsgüternachfrage.
Die Nachfrageerhöhung ({\displaystyle \Delta I_{\text{aut}}}) führt zu einer Erhöhung des Einkommens und regt infolgedessen die Konsumgüternachfrage auf dem Konsumgütermarkt an. Die Erhöhung der autonomen Investitionsgüternachfrage bewirkt daraufhin einen Impuls zum marginalen Konsum und führt so zu einem multiplikativen Effekt.
Das Gleichgewichtseinkommen nach der Erhöhung der Investitionsgütrernachfrage um {\displaystyle \Delta I_{\text{aut}}}:
{\displaystyle Y_{\text{r}}^{**}={\frac {1}{1-c}}\ (I_{\text{aut}}+C_{\text{aut}}+\Delta I_{\text{aut}})}
| {\displaystyle Y_{\text{r}}^{**}}     | = Volkseinkommen nach Erhöhung der Investitionsgüternachfrage |
| {\displaystyle c}                     | = marginale Konsumquote                                       |
| {\displaystyle I_{\text{aut}}}        | = autonome Investition                                        |
| {\displaystyle C_{\text{aut}}}        | = autonomer Konsum                                            |
| {\displaystyle \Delta I_{\text{aut}}} | = Änderung der autonomen Investition                          |

Die Veränderung des gleichgewichtigen Einkommens ist:
{\displaystyle \Delta Y_{\text{r}}=Y_{\text{r}}^{**}-Y_{\text{r}}^{*}} bzw.
{\displaystyle \Delta Y_{\text{r}}={\frac {1}{1-c}}\ (I_{\text{aut}}+C_{\text{aut}}+\Delta I_{\text{aut}})-{\frac {1}{1-c}}\ (I_{\text{aut}}+C_{\text{aut}})}.
| {\displaystyle \Delta Y_{\text{r}}}   | = Änderung des Volkseinkommens       |
| {\displaystyle c}                     | = marginale Konsumquote              |
| {\displaystyle I_{\text{aut}}}        | = autonome Investition               |
| {\displaystyle C_{\text{aut}}}        | = autonomer Konsum                   |
| {\displaystyle \Delta I_{\text{aut}}} | = Änderung der autonomen Investition |

Daraus folgt:
{\displaystyle \Delta Y_{\text{r}}={\frac {1}{1-c}}(\Delta I_{\text{aut}})}.
Der Quotient {\displaystyle {\frac {1}{1-c}}} bezeichnet den Multiplikator ({\displaystyle m}),
möglich ist auch:
{\displaystyle \Delta Y_{\text{r}}=m\cdot \Delta I_{\text{aut}}}.
Die infolge des gestiegenen Einkommens abgeleiteten Nachfrageerhöhungen werden im Zeitverlauf schwächer und steigern das aktuelle Einkommen um einen immer niedrigeren Betrag.

## Folgen der Investitionserhöhung
Die Erhöhung der Investitionen hat einen Nachfrageüberhang zur Folge. Die Unternehmen entscheiden sich, das Produktionsniveau zu steigern. Demnach werden höhere Gewinne erwirtschaftet, möglicherweise neue Arbeitskräfte eingestellt, und die Unternehmer sind in der Lage, die Einkommen der Privathaushalte zu erhöhen. Die Haushalte reagieren mit einer Zeitverzögerung {\displaystyle \left(Y_{(t-1)}\right)} von einer Periode. Infolgedessen werden die Haushalte ihren Konsum erhöhen und – da es sich um die Betrachtung einer offenen Volkswirtschaft handelt – wird ein Teil des Bedarfs durch Importe aus dem Ausland gedeckt. Des Weiteren wird ein Teil des Geldes gespart und versickert somit im Einkommenskreislauf (Sickerverlust). Demzufolge ist die aus der Einkommenserhöhung entstehende Nachfrage immer geringer als die Einkommenserhöhung selbst.

## Kritische Würdigung der Multiplikatoranalyse
Die Auswirkungen der autonomen Investitionserhöhung werden zu einer Summenformel reduziert. Dies ist nur eine sehr grobe Darstellung der wirtschaftlichen Abläufe. So gelangt man zu der Auffassung, dass jede Investitionserhöhung eine Einkommens- und Beschäftigungserhöhung zur Folge hat, und zwar um einen vielfach (multiplikativ) erhöhten Wert gegenüber dem Input.
Eine Analyse der Perioden würde beweisen, dass sich der Gesamteffekt erst nach vielen Phasen einstellt, und dies lässt sich mit den ceteris-paribus-Bedingungen nicht vereinbaren.
Die marginale Konsumquote {\displaystyle (c)} stellt ebenfalls einen Schwachpunkt dieser Theorie dar. Sie lässt sich eben nicht auf einen fixen Wert festlegen, da die Haushalte unterschiedlichen Einkommensniveaus angehören. Haushalte der hohen Einkommensklassen sparen einen großen Teil ihrer Einnahmen (höhere Sparquote) und haben somit eine geringe Konsumquote. Niedrigere Einkommensklassen haben folglich eine vergleichsweise hohe Konsumquote. Der Einfluss des multiplikativen Effektes hängt also davon ab, welcher Einkommensklasse die Investitionserhöhung übermittelt wird. Des Weiteren ist relevant, ob der autonome Ausgabenstoß an kapital- oder arbeitsintensive Wirtschaftszweige erfolgt.
Letztlich wird in diesem Modell von einer Gleichgewichtslage ausgegangen, die durch den Multiplikatorprozess gestört wird und zu einem neuen Gleichgewichtspunkt führt. Gerade wirtschaftliche Reaktionen erfolgen häufig, wenn ein Ungleichgewicht auf dem Markt herrscht. Daher sind die Rechenergebnisse von oben genannten Formeln kritisch zu beleuchten.